# Tigran Sargsián
Tigrán Sargsián (Kirovakán, RSS de Armenia, 29 de enero de 1960) es un economista y político armenio, primer ministro de su país entre 2008 y 2014. Sucedió a Serzh Sargsián. Actualmente preside la Comisión Euroasiática, organismo superior de la Unión Económica Euroasiática.
Sargsián nació en Kirovakán, ciudad de la entonces República Socialista Soviética de Armenia. Entre 1980 y 1983 estudió Economía en el Instituto de Economía y Finanzas de Leningrado. Entre 1983 y 1987 hizo su posgrado y obtuvo el doctorado. Entre 1987 y 1990 trabajó como jefe del departamento para Relaciones Económicas Externas e Investigaciones Científicas del Instituto de Planificación Económica de Armenia.